# And Then There Were Three
…And Then There Were Three… je deváté studiové album britské skupiny Genesis. Jeho nahrávání probíhalo od září do října 1977 v Relight Studios v nizozemském Hilvarenbeek. Album pak vyšlo v březnu následujícího roku. Album, spolu s členy skupiny Genesis, produkoval David Hentschel. Autorem obalu alba je Hipgnosis. Název, v překladu „...a pak (z)byli tři...“, odkazuje k faktu, že šlo o první album kapely jen ve třech členech, po odchodu kytaristy Steva Hacketta.

## Seznam skladeb
| Pořadí         | Název                       | Autor                                     | Délka |
| -------------- | --------------------------- | ----------------------------------------- | ----- |
| 1.             | Down and Out                | Tony Banks, Phil Collins, Mike Rutherford | 5:26  |
| 2.             | Undertow                    | Banks                                     | 4:46  |
| 3.             | Ballad of Big               | Banks, Collins, Rutherford                | 4:50  |
| 4.             | Snowbound                   | Rutherford                                | 4:31  |
| 5.             | Burning Rope                | Banks                                     | 7:10  |
| 6.             | Deep in the Motherlode      | Rutherford                                | 5:15  |
| 7.             | Many Too Many               | Banks                                     | 3:31  |
| 8.             | Scenes from a Night's Dream | Banks, Collins                            | 3:30  |
| 9.             | Say It's Alright Joe        | Rutherford                                | 4:21  |
| 10.            | The Lady Lies               | Banks                                     | 6:08  |
| 11.            | Follow You Follow Me        | Banks, Collins, Rutherford                | 4:02  |
| Celková délka: | Celková délka:              | Celková délka:                            | 53:27 |

## Obsazení
- Phil Collins – bicí, perkuse, zpěv, doprovodný zpěv
- Mike Rutherford – kytara, baskytara, basové pedály
- Tony Banks – klavír, Mellotron, syntezátory (ARP 2600 a Polymoog)